# Peso moneda nacional argentino
Il peso moneda nacional è stata la valuta dell'Argentina tra il 5 novembre 1881 e il 31 dicembre 1969. Era suddiviso in 100 centavos, con un multiplo, denominato argentino, pari a 5 pesos. Il simbolo era m$n o $m/n e il codice ISO 4217 era ARM.

## Storia
Il peso moneda nacional sostituì il real argentino al cambio di uno a otto. Sostituì inoltre il peso fuerte alla pari e il peso moneda corriente al cambio di 25 pesos monedas corrientes = 1 peso moneda nacional. Il peso moneda nacional è stato a sua volta rimpiazzato dal peso ley al cambio di 100 a 1.
Il peso fu inizialmente agganciato al franco francese al cambio di 1 peso = 5 franchi. Nel 1883, quando cessò la produzione delle monete d'argento, il valore del peso fu fissato a 2,2 franchi ovvero 638,7 mg d'oro. Dopo la sospensione del gold standard dal 1914, nel 1927 fu fissato un cambio fisso con il dollaro USA pari a 2,36 pesos = 1 dollaro. Tale rapporto divenne pari a 1,71 pesos = 1 dollaro nel 1931, e quindi a 3 pesos = 1 dollaro nel 1933. Tra il 1934 e il 1939, il peso fu agganciato alla sterlina britannica al cambio di 15 pesos = 1 sterlina. L'alta inflazione del dopoguerra portò all'introduzione del peso ley nel 1970 al cambio di 100 pesos monedas nacionales = 1 peso ley.

## Monete
Nel 1881 furono introdotte monete d'argento da 10, 20 e 50 centavos e 1 peso, e monete d'oro da 1 argentino, seguite l'anno successivo da monete di bronzo da 1 e 2 centavos. La produzione di monete d'argento cessò nel 1883; quella delle monete d'oro nel 1896. Monete di metallo vile da 5, 10 e 20 centavos furono introdotte nel 1896, con la moneta in metallo vile da 50 centavos che seguì nel 1941. La moneta da 1 peso fu reintrodotta nel 1957; quelle da 5, 10 e 25 pesos furono introdotte, rispettivamente, negli anni 1961, 1962 e 1964.
| Valore      | Diritto                      | Data dell'emissione | Data del ritiro | Composizione                 | Diametro |
| ----------- | ---------------------------- | ------------------- | --------------- | ---------------------------- | -------- |
| 1 centavo   | Libertà                      | 1882 - 1896         | 21 aprile 1959  | Bronzo                       | 25 mm    |
| 1 centavo   | Stemma                       | 1939 - 1944         | 21 aprile 1959  | Bronzo                       | 16 mm    |
| 1 centavo   | Stemma                       | 1945 - 1948         | 21 aprile 1959  | Rame                         | 16 mm    |
| 2 centavos  | Libertà                      | 1882 - 1896         | 21 aprile 1959  | Bronzo                       | 30 mm    |
| 2 centavos  | Stemma                       | 1939 - 1947         | 21 aprile 1959  | Bronzo                       | 20 mm    |
| 2 centavos  | Stemma                       | 1947 - 1950         | 21 aprile 1959  | Rame                         | 20 mm    |
| 5 centavos  | Libertà                      | 1896 - 1942         | 31 gennaio 1965 | Rame-nichel                  | 17 mm    |
| 5 centavos  | Libertà                      | 1942 - 1950         | 31 gennaio 1965 | Alluminio-bronzo             | 17 mm    |
| 5 centavos  | José de San Martín           | 1950 - 1953         | 31 gennaio 1965 | Rame-nichel                  | 17 mm    |
| 5 centavos  | José de San Martín           | 1953 - 1956         | 31 gennaio 1965 | Acciaio placcato rame-nichel | 17 mm    |
| 5 centavos  | Libertà                      | 1957 - 1959         | 31 gennaio 1965 | Acciaio placcato rame-nichel | 17 mm    |
| 10 centavos | Libertà                      | 1881 - 1883         |                 | Argento 900/1000             | 18 mm    |
| 10 centavos | Libertà                      | 1896 - 1942         | 21 gennaio 1966 | Rame-nichel                  | 19 mm    |
| 10 centavos | Libertà                      | 1942 - 1950         | 21 gennaio 1966 | Alluminio-bronzo             | 19 mm    |
| 10 centavos | José de San Martín           | 1950 - 1952         | 21 gennaio 1966 | Rame-nichel                  | 19 mm    |
| 10 centavos | José de San Martín           | 1952 - 1956         | 21 gennaio 1966 | Acciaio placcato nichel      | 19 mm    |
| 10 centavos | Libertà                      | 1957 - 1959         | 21 gennaio 1966 | Acciaio placcato nichel      | 19 mm    |
| 20 centavos | Libertà                      | 1881 - 1883         |                 | Argento 900/1000             | 22 mm    |
| 20 centavos | Libertà                      | 1896 - 1942         | 31 gennaio 1967 | Rame-nichel                  | 21 mm    |
| 20 centavos | Libertà                      | 1942 - 1950         | 31 gennaio 1967 | Alluminio-bronzo             | 21 mm    |
| 20 centavos | José de San Martín           | 1950 - 1952         | 31 gennaio 1967 | Rame-nichel                  | 21 mm    |
| 20 centavos | José de San Martín           | 1952 - 1956         | 31 gennaio 1967 | Acciaio placcato nichel      | 21 mm    |
| 20 centavos | Libertà                      | 1957 - 1961         | 31 gennaio 1967 | Acciaio placcato nichel      | 21 mm    |
| 50 centavos | Libertà                      | 1881 - 1883         |                 | Argento 900/1000             | 29 mm    |
| 50 centavos | Libertà                      | 1941                | 31 gennaio 1969 | Nichel                       | 24 mm    |
| 50 centavos | José de San Martín           | 1952 - 1956         | 31 gennaio 1969 | Acciaio placcato nichel      | 23 mm    |
| 50 centavos | Libertà                      | 1957 - 1961         | 31 gennaio 1969 | Acciaio placcato nichel      | 23 mm    |
| 1 peso      | Libertà                      | 1881 - 1883         |                 | Argento 900/1000             | 39 mm    |
| 1 peso      | Libertà                      | 1957 - 1962         | 1º ottobre 1974 | Acciaio placcato nichel      | 25 mm    |
| 1 peso      | Buenos Aires Cabildo         | 1960                | 1º ottobre 1974 | Acciaio placcato nichel      | 25 mm    |
| 5 pesos     | Libertà                      | 1881 - 1896         |                 | Oro 900/1000                 | 23 mm    |
| 5 pesos     | Fregata Presidente Sarmiento | 1961 - 1968         | 12 aprile 1976  | Acciaio placcato nichel      | 21 mm    |
| 10 pesos    | Gaucho a cavallo             | 1962 - 1968         | 12 aprile 1976  | Acciaio placcato nichel      | 21 mm    |
| 10 pesos    | Casa de Tucumán              | 1966                | 12 aprile 1976  | Acciaio placcato nichel      | 21 mm    |
| 25 pesos    | Prima moneta nazionale       | 1964 - 1968         | 12 aprile 1976  | Acciaio placcato nichel      | 26 mm    |
| 25 pesos    | Domingo Faustino Sarmiento   | 1968                | 12 aprile 1976  | Acciaio placcato nichel      | 26 mm    |

## Banconote

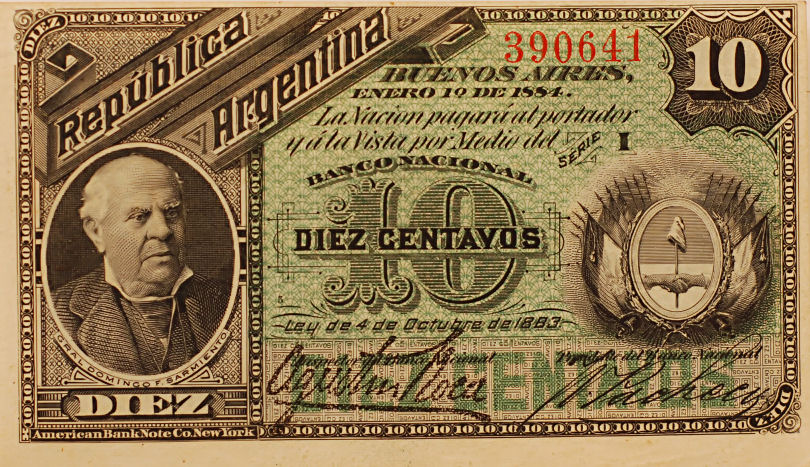
Banconota da 10 centavos del 1884

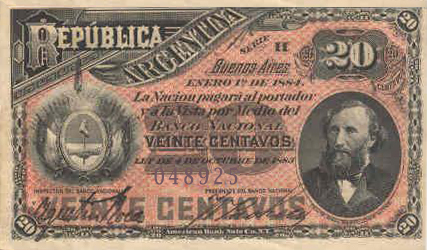
Banconota da 20 centavos del 1884

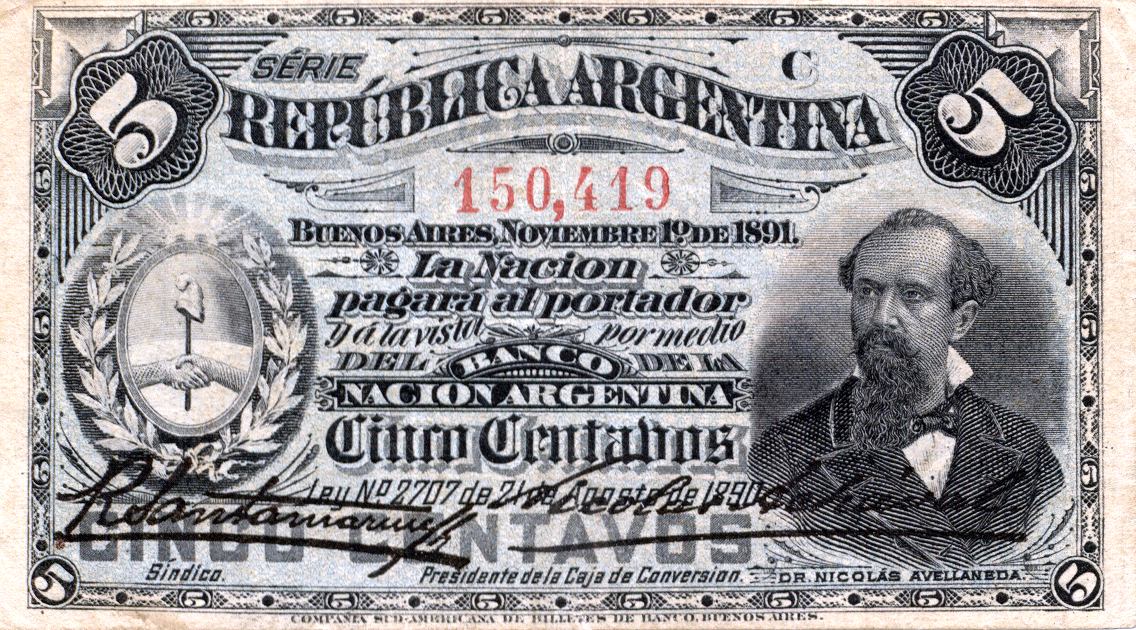
Banconota da 5 centavos del 1891

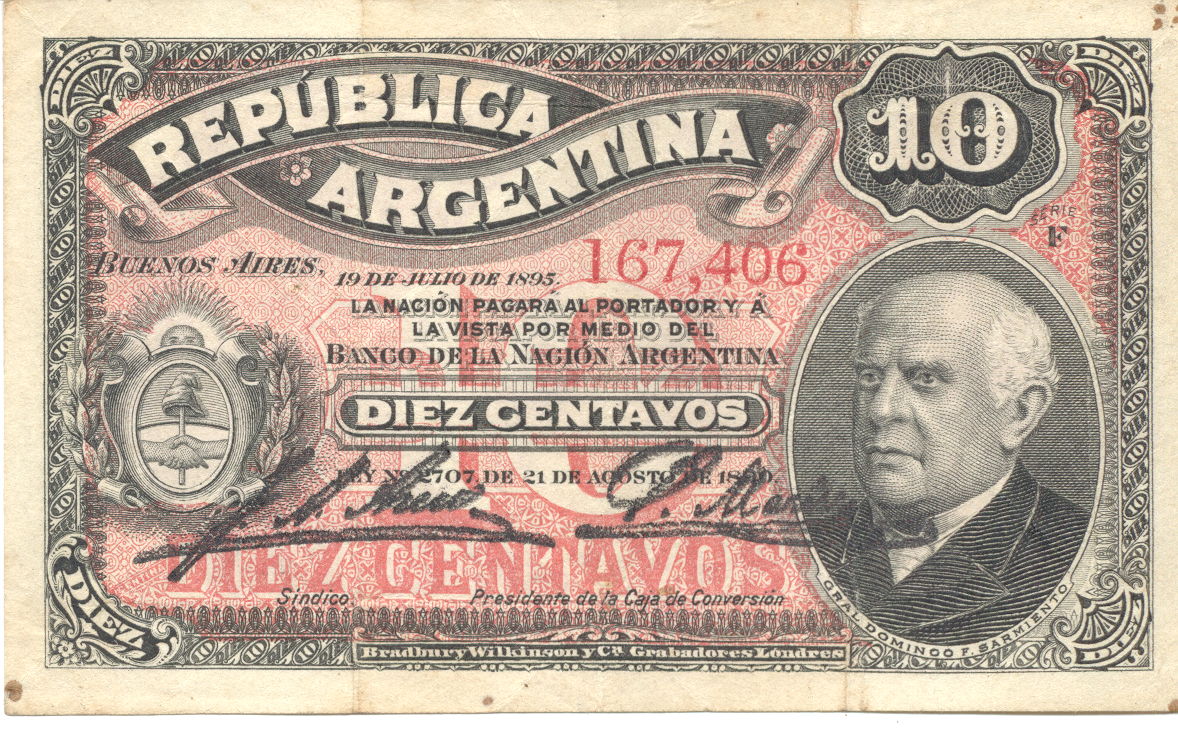
Banconota da 10 centavos del 1895

Le prime banconote emesse a livello nazionale furono introdotte dal "Banco Nacional" nel 1884 in tagli da 5, 10, 20 e 50 centavos. Negli anni 1891 e 1892 i medesimi tagli furono prodotti dal "Banco de la Nación Argentina". Nel 1894 il "Banco de la Nación Argentina" introdusse banconote in tagli superiori da 1, 2, 5, 10, 20, 50, 100, 200, 500 e 1 000 pesos.
La "Caja de Conversion" assunse il controllo sulla produzione di carta moneta nel 1899. Quell'anno furono introdotte banconote da 50 centavos, 1 e 100 pesos, seguite nel 1900 dalle banconote da 5, 10, 50, 500 e 1 000 pesos. Queste banconote furono emesse fino al 1935, quando il "Banco Central" iniziò la produzione di banconote.

### Emissioni del periodo 1899-1935
La legge 3505 del 20 settembre 1897 autorizzavala "Caja de Conversión" a rinnovare tutta la carta moneta esistente a quel tempo. Si decise di utilizzare un nuovo disegno, chiamato "Effigie del Progresso" ("Efigie del Progreso").
Queste banconote furono originariamento create con dimensioni maggiori e stampate dalla zecca ("Casa de Moneda") utilizzando carta di produzione francese. A causa delle loro dimensioni e della mediocre qualità della carta, cominciarono a deteriorarsi. Fu quindi deciso di sospenderne la produzione e di cercare un altro fornitore. Le nuove banconote, di dimensioni ridotte, cominciarono ad essere emesse nel 1903, utilizzando la tipografia come metodo di stampa.
| Banconote della "Caja de Conversión" | Banconote della "Caja de Conversión" | Banconote della "Caja de Conversión" | Banconote della "Caja de Conversión" |
| Immagine                             | Immagine                             | Valore                               | Data di emissione                    |
| Fronte                               | Retro                                | Valore                               | Data di emissione                    |
| ------------------------------------ | ------------------------------------ | ------------------------------------ | ------------------------------------ |
|                                      |                                      | ¢50                                  | 1899-1900 1918-1926                  |
|                                      |                                      | m$n1                                 | 1900-1903 1906-1935                  |
|                                      |                                      | m$n5                                 | 1900-1935                            |
|                                      |                                      | m$n10                                | 1900-1935                            |
|                                      |                                      | m$n50                                | 1900-1935                            |
|                                      |                                      | m$n100                               | 1899-1932                            |
|                                      |                                      | m$n500                               | 1900-1901 1905 1909-1930 1935        |
|                                      |                                      | m$n1000                              | 1901 1905 1906 1908 1910-1934        |

Il "Banco Central" emise le seguenti banconote:
|                                            |                                            | ¢50      | Faccia della repubblica | Costituzione nazionale              | 1942              | 31 dicembre 1960  |
|                                            |                                            | m$n1     | Giustizia               | Casa de Tucumán                     | 1935              | 31 dicembre 1960  |
|                                            |                                            | m$n5     | José de San Martín      | Rivoluzione di maggio               | 1935              | 31 gennaio 1965   |
|                                            |                                            | m$n10    | José de San Martín      | Giuramento d'indipendenza           | 17 marzo 1936     | 31 gennaio 1965   |
|                                            |                                            | m$n50    | José de San Martín      | Passaggio delle Ande                | 10 settembre 1936 | 30 marzo 1968     |
|                                            |                                            | m$n50    | José de San Martín      | Passaggio delle Ande                | 2 gennaio 1943    | 30 settembre 1968 |
|                                            |                                            | m$n100   | José de San Martín      | Fondazione di Buenos Aires          | 14 agosto 1936    | 30 marzo 1968     |
|                                            |                                            | m$n00    | José de San Martín      | Fondazione di Buenos Aires          | 23 dicembre 1943  | 30 settembre 1968 |
|                                            |                                            | m$n500   | José de San Martín      | Banca Centrale dell'Argentina       | 21 dicembre 1944  | 30 marzo 1968     |
|                                            |                                            | m$n500   | José de San Martín      | Casa di San Martín a Grand Bourg    | 25 novembre 1964  | 30 settembre 1968 |
|                                            |                                            | m$n1000  | José de San Martín      | Fregata Presidente Sarmiento        | 21 dicembre 1944  | 1º luglio 1975    |
|                                            |                                            | m$n5000  | José de San Martín      | Congresso nazionale                 | 4 ottobre 1962    | 1º luglio 1975    |
| File:10000 peso moneda nacional 1961 A.jpg | File:10000 peso moneda nacional 1961 B.jpg | m$n10000 | José de San Martín      | Incontro tra San Martín e O'Higgins | 18 dicembre 1961  | 1º luglio 1975    |